# 荃灣社區網絡

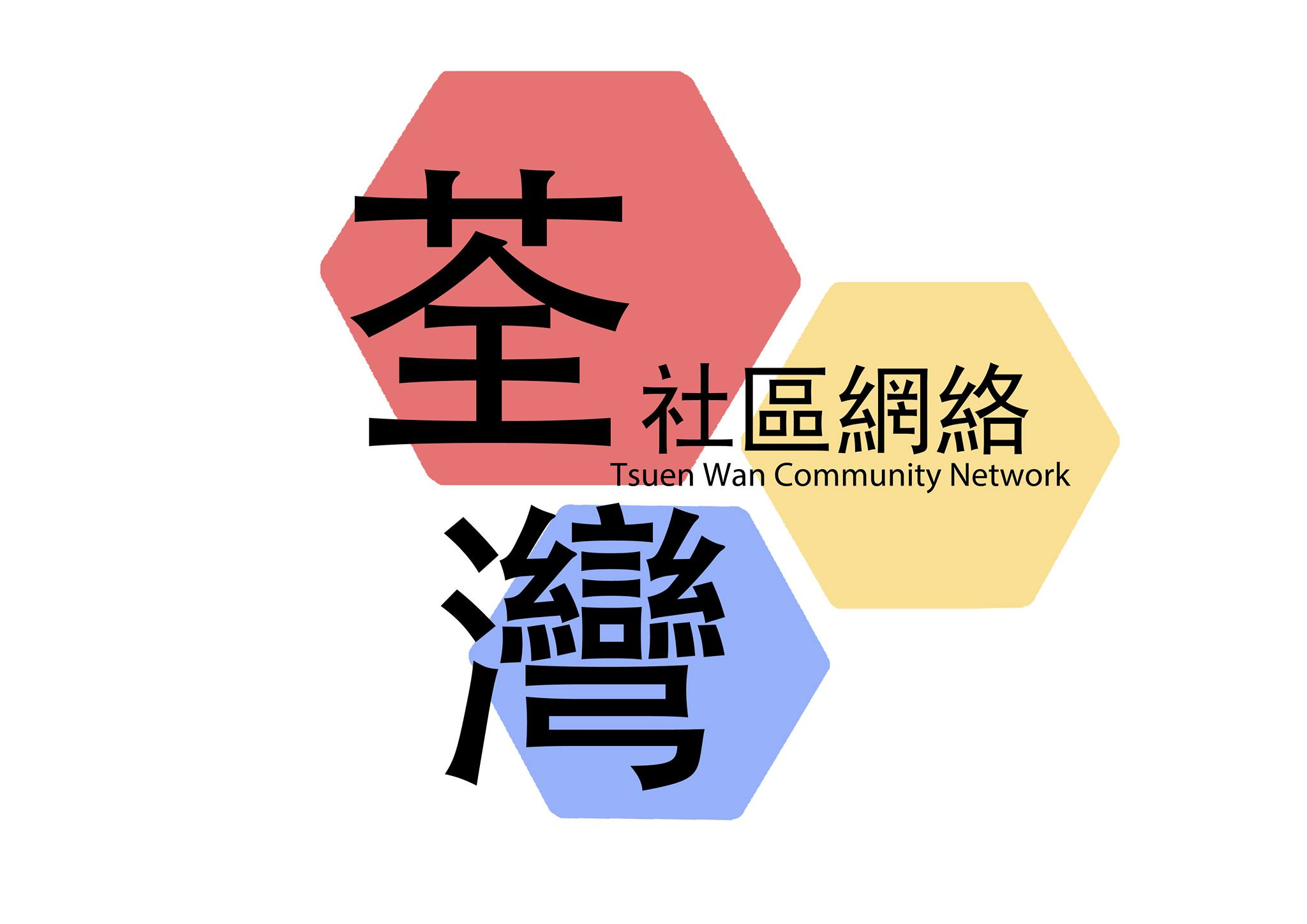
荃灣社區網絡舊標誌

荃灣社區網絡（英語：Tsuen Wan Community Network，簡稱荃社網，是一個香港本土派傘後組織，由一群居於荃灣的年輕義工組成。2019年區議會選舉後，荃社網因表態反對警察與黑社會合作及暴力對待示威者，並支持反修例運動和時代革命而得到選民支持，正式踏入荃灣區政界。荃社網現任總幹事為「史提」林錫添。

## 區議員
荃灣社區網絡沒有區議會議席。

## 參與選舉

### 2015年區議會選舉
荃灣社區網絡派出「史提」林錫添出選楊屋道選區。

### 政綱
1. 爭取真普選及公民提名權，廢除功能組別；
2. 監察所有超支基建工程；
3. 跟進鉛水問題；
4. 爭取香港人民公投自決權；
5. 跟進車主通宵輪候停車場問題；
6. 監察大廈維修工程及嚴防圍標出現；
7. 監察西樓角公園重建事宜。

### 選舉結果
| 參選選區 | 候選人 | 得票   | 結果 |
| 荃灣區   |        |        |      |
| 楊屋道   | 林錫添 | 1233票 | 落敗 |

### 2019年區議會選舉
荃灣社區網絡派出「史提」林錫添第二次出選楊屋道選區，擊敗因曾任警察的民建聯「大魚」伍俊瑜和政治取態不明確而備受質疑的黃晚就，成功當選。

### 選舉結果
| 參選選區 | 候選人 | 得票   | 結果 |
| 荃灣區   |        |        |      |
| 楊屋道   | 林錫添 | 2788票 | 當選 |